# Торн, Дэвид
Дэвид Торн (англ. David Torn; род. 26 мая 1953, Эмитивилл, штат Нью-Йорк, США) — американский композитор и гитарист.
Изучал академическую музыку (в том числе под руководством Леонарда Бернстайна) и джаз (в частности, у Пата Мартино). Известен органическим смешиванием электронных и акустических инструментов. Повлиял на развитие технических методов в использовании эффектов зацикливания, живого семплирования (live looping). Работает в своей персональной студии, названной Cell Labs. Иногда использует псевдоним splattercell, последние работы Торна (2010) выпущены под именем Chute. Существует совместная работа с Bill Bruford и Tony Levin (Bruford Levin Upper Extremities, 2008).

## Дискография
- Everyman Band — Everyman Band (1982)
- Everyman Band — Without Warning (1985)
- Best Laid Plans (1985) — с Джефри Гордоном
- Cloud About Mercury (1987) — с участием Билла Брюфорда, Тони Левина и Марка Ишема
- Jan Garbarek and Eberhard Weber — It’s Okay to Listen to the Gray Voice
- Door X (1990)
- Karn, Bozzio, Torn — Polytown (1994)
- Earthbeat (1995) — with Bebo Baldan
- Tripping Over God (1995)
- What Means Solid, Traveller? (1996)
- Reid, Sharp, Torn-GTR OBLQ (1998)
- splattercell: Textures for Electronica and Film Music (2000)
- splattercell: OAH (2001)
- splattercell: AH (2001)
- tonal textures
- pandora’s toolbox
- The Order — soundtrack (2003)
- Friday Night Lights — soundtrack (2004)
- Prezens (2007)
- Lars and the Real Girl — soundtrack (2007)